# Novo Alegre
Novo Alegre is een gemeente in de Braziliaanse deelstaat Tocantins. De gemeente telt 1.802 inwoners (schatting 2009).